# Taenaris abdon
Taenaris abdon är en fjärilsart som beskrevs av Hans Fruhstorfer 1911. Taenaris abdon ingår i släktet Taenaris och familjen praktfjärilar. Inga underarter finns listade i Catalogue of Life.